# Prentice Hall
Prentice Hall — крупное американское издательство, специализирующееся на образовательной тематике. Принадлежит компании Savvas Learning Company. Публикует печатные и электронные издания для рынка высшего и среднего образования, монографии для специалистов, фантастику. Prentice Hall также распространяет свои технические издания через электронную справочную службу Safari Books Online .

## История
Prentice Hall основали 13 октября 1913 года профессор права Чарльз Герстенберг и его ученик Ричард Эттингер. В качестве названия они соединили девичьи фамилии своих матерей — Prentice и Hall. Prentice Hall с самого начала стала издавать широкий диапазон образовательной литературы — как учебники для начальных, средних школ и колледжей, так и книги для профессионалов.
В 1984 году издательство было приобретено компанией Gulf+Western и стало частью издательского подразделения этой компании Simon & Schuster. При этом несколько дочерних компаний Prentice Hall: были проданы сторонним компаниям, а дочерняя компания Reston Publishing была ликвидирована.
В 1989 году подразделение Prentice Hall Information Services было продано Macmillan Inc..
В 1990 году подразделение Prentice Hall Press было переведено в Simon & Schuster Trade, а Prentice Hall's reference & travel было перемещено в отдел массового рынка Simon & Schuster. В 1991 году коммерческая продажа книг Prentice Hall Press была прекращена, с 1 января 1992 года все книги, приобретённые под названиями Prentice Hall Press, публикуются под именем Simon & Schuster.
В 1994 году компания Paramount, наследник Gulf+Western, была продана конгломерату Viacom.Подразделение Prentice Hall Legal & Financial Services было продано CSC Networks и CDB Infotek, а Prentice Hall Law & Business — нидерландской компании Wolters Kluwer.
В 1998 году всё образовательное подразделение Simon & Schuster's, включая Prentice Hall, было продано компании Savvas.

## Некоторые известные издания
Среди известных книг, впервые опубликованных в Prentice Hall:
- 1964: Бел Кауфман. Вверх по лестнице, ведущей вниз.
- 1966: Moore, Ramon Edgar. Interval Analysis.
- 1975: James E Gunn.; Isaac Asimov. Alternate worlds: the illustrated history of science fiction.
- 1975: William Ralph Bennett. Scientific and engineering problem-solving with the computer.
- 1978: Брайан Керниган, Деннис Ритчи. Язык программирования Си.
- 1981: Margaret Cheney. Tesla, man out of time.
- 1981: Marlin Ouverson. Computer Anatomy for Beginners.
- 1986: Kelly, J. N. Oxford Dictionary of the Popes.
- 1986: Maurice J. Bach. The Design of the UNIX Operating System.
- 1987: Эндрю Таненбаум. Operating Systems: Design and Implementation.
- 1995: Стюарт Рассел, Питер Норвиг. Artificial Intelligence: A Modern Approach.
- 1995: Пол Грэм. ANSI Common Lisp.
- 2006: Campbell, Neil A.; Brad Williamson; Robin J. Heyden. Biology: Exploring Life.

## Роль в истории персональных компьютеров
Reston Publishing, дочерняя компания Prentice Hall, была на переднем плане технического книгоиздания, когда впервые появились микрокомпьютеры. В те годы было ещё неясно, кто будет покупать и использовать «персональные компьютеры», а нехватка полезного программного обеспечения и руководств создала нишу на издательском рынке, целевая аудитория которой ещё не была определена. Чтобы сделали возможным использование ПК, редакторы Reston Publishing обратились к пользователям-неспециалистам с обнадёживающей «Компьютерной анатомией для начинающих» Марлина Уверсона. Затем последовал сборник книг, предназначенный для программистов, на них опирались многие пользователи микрокомпьютеров первого поколения.